# بایست و تحویل بده
بایست و تحویل بده (انگلیسی: Stand and Deliver) فیلمی در ژانر زندگی‌نامه‌ای به کارگردانی رامون منندز است که در سال ۱۹۸۸ منتشر شد.

## بازیگران
- ادوارد جیمز آلموس
- روسانا دسوتو
- لو دایموند فیلیپس
- اندی گارسیا
- کامرون آرگانزیانو
- ایستل هاریس
- جیمز ویکتور